# Koillismaa

Lage von Koillismaa

Koillismaa (wörtl. ‚Nordostland‘) ist eine Region im Nordosten Finnlands. Sie liegt im Osten der Landschaft Nordösterbotten im Übergangsgebiet zwischen dem Hügelland von Kainuu und der Fjäll-Landschaft Lapplands. Koillismaa ist zugleich eine Verwaltungsgemeinschaft (seutukunta) der Landschaft Nordösterbotten. Dieser gehören die Stadt Kuusamo und die Gemeinde Taivalkoski an.
Im weiteren, inoffiziellen, Sinn werden zu Koillismaa die Gemeinden Pudasjärvi und Posio, bisweilen auch Salla und Suomussalmi zugerechnet. Landschaftlich, kulturell und dialektal unterscheidet sich Koillismaa stark vom westlichen Teil Nordösterbottens. Spricht man im Rest Nordösterbottens westfinnische nordösterbottnische Dialekte, gehört der Dialekt von Koillismaa zu den ostfinnischen Savo-Dialekten.